# Desireless (Eagle-Eye Cherry)
Desireless è un album del cantante svedese Eagle-Eye Cherry pubblicato nel 1997.

## Il disco
Cherry registrò l'album in poco tempo nella sua camera da letto attrezzata in quel momento come studio di registrazione. Secondo quanto riferito da Tommy Manzi, manager di Cherry, questi continuò in segreto le registrazioni per il disco fin quando quest'ultimo non fu praticamente completato. La title track Desireless è una cover del brano di Don Cherry, noto jazzista e padre del cantante. L'album si rivelò un successo, per gran parte grazie ai singoli Save Tonight e Falling in Love Again, ottenendo un disco di platino negli Stati Uniti d'America e vendendo 4 milioni di copie in tutto il mondo.

## Tracce
Tutte le canzoni sono state scritte da Eagle-Eye Cherry, eccetto quelle annotate.
1. Save Tonight – 3:59
2. Indecision (Åhlund, Cherry) – 5:16
3. Comatose (In the Arms of Slumber) (Cherry, Gillström) – 4:37
4. Worried Eyes – 4:31
5. Rainbow Wings (Carlberg, Cherry) – 4:04
6. Falling in Love Again – 3:30
7. Conversation – 4:44
8. When Mermaids Cry – 4:22
9. Shooting Up In Vain – 5:36
10. Permanent Tears – 4:43
11. Death Defied by Will – 4:23
12. Desireless – 6:14